# Jean Gachet
Jean Gachet (ur. 2 czerwca 1894 w Saint-Étienne, zm. 4 lutego 1968 tamże) – francuski bokser wagi piórkowej. Na Letnich Igrzyskach Olimpijskich 1920  w Antwerpii zdobył srebrny medal, przegrywając w finale z Paulem Fritschem.